# 라니쥐
라니쥐(Haeromys margarettae)는 쥐과에 속하는 설치류의 일종이다. 인도네시아와 말레이시아에서 발견된다. 자연 서식지는 아열대 또는 열대 기후 지역의 건조림이다.

## 특징
작은 설치류로 꼬리 길이 97~144mm를 제외한 몸길이가 54~77mm이고, 발길이가 15~20mm이다.

## 생태
나무 위에서 생활하는 종이다. 먹이는 과일이다.

## 분포 및 서식지
사라왁주 펜리센 구릉 지대의 토착종으로 모식산지인 보르네오섬 사바주에서도 서식한다.